# Elefterios Karasmanakis
Elefterios Karasmanakis (ur. 16 sierpnia 1978) – grecki lekkoatleta, który specjalizował się w rzucie oszczepem.
Srebrny medalista igrzysk śródziemnomorskich w 2001 roku - uzyskał wówczas rezultat 77,58. Zwycięzca zawodów I ligi pucharu Europy w 2005. Rekord życiowy: 80,45 (9 lipca 2007, Patras).